# Waterscheidingsinfarct
Een waterscheidingsinfarct is een herseninfarct dat optreedt in het grensgebied van de verzorgingsgebieden van twee grote slagaders in de hersenen. De oorzaak is een onvoldoende doorbloeding van de hersenen in dat gebied, vaak ten gevolge van een sterke bloeddrukdaling.